# Kostnica (film 2005)
Kostnica (ang. Mortuary) – film fabularny produkcji amerykańskiej, powstały w 2005 roku. Blisko dwudziesty horror w reżyserii Tobe’a Hoopera.

## Fabuła
Do niewielkiego miasteczka przeprowadza się rodzina Doyle’ów – patolog Leslie wraz z dwójką dzieci: nastoletnim Jonathanem oraz małą Jamie. Doyle’owie osiedlają się w opuszczonym domu pogrzebowym, gdzie Leslie ma kontynuować swoją pracę. Rodzina nie wie, że wprowadza się do domu ściśle powiązanego z dawną legendą. Nie wiedzą również, że legenda żyje.

## Obsada
- Dan Byrd – Jonathan Doyle
- Denise Crosby – Leslie Doyle
- Alexandra Adi – Liz
- Stephanie Patton – Jamie Doyle
- Rocky Marquette – Grady
- Courtney Peldon – Tina
- Tarah Paige – Sara
- Bug Hall – Cal
- Lee Garlington – Rita
- Michael Shamus Wiles – szeryf Howell